# 興除地域
興除地域（こうじょちいき）は、岡山県岡山市南区にある地域である。かつての児島郡興除村（こうじょそん）に相当する。

## 概要
岡山市南区役所興除地域センターが管轄する南区西畦・曽根・中畦・内尾・東畦が該当地域となっている。かつて児島郡興除村であったが、1971年5月1日に岡山市へ編入合併された。
広大な干拓地のため農業が主力産業となっており、米や麦の他、ナス、レンコン、トマトが栽培されている。
岡山市中心部と岡南・水島の両工業地帯、玉野市などを結ぶ主要幹線道路の接点に位置し、市南西部の工業及び流通機能を分担する適地となっている。また北部の妹尾駅周辺は岡山駅までのアクセスの良さからマンションが多数建設されている。

## 地理
岡山市南西部に位置し、全域が児島湾干拓地であるため平坦であり丘陵はない。南部の倉敷市・南区灘崎地域との境界を倉敷川が流れている。

### 大字
北西から南東方向にかけて東畦・内尾・中畦・曽根・西畦の順で連なるように大字が位置している。

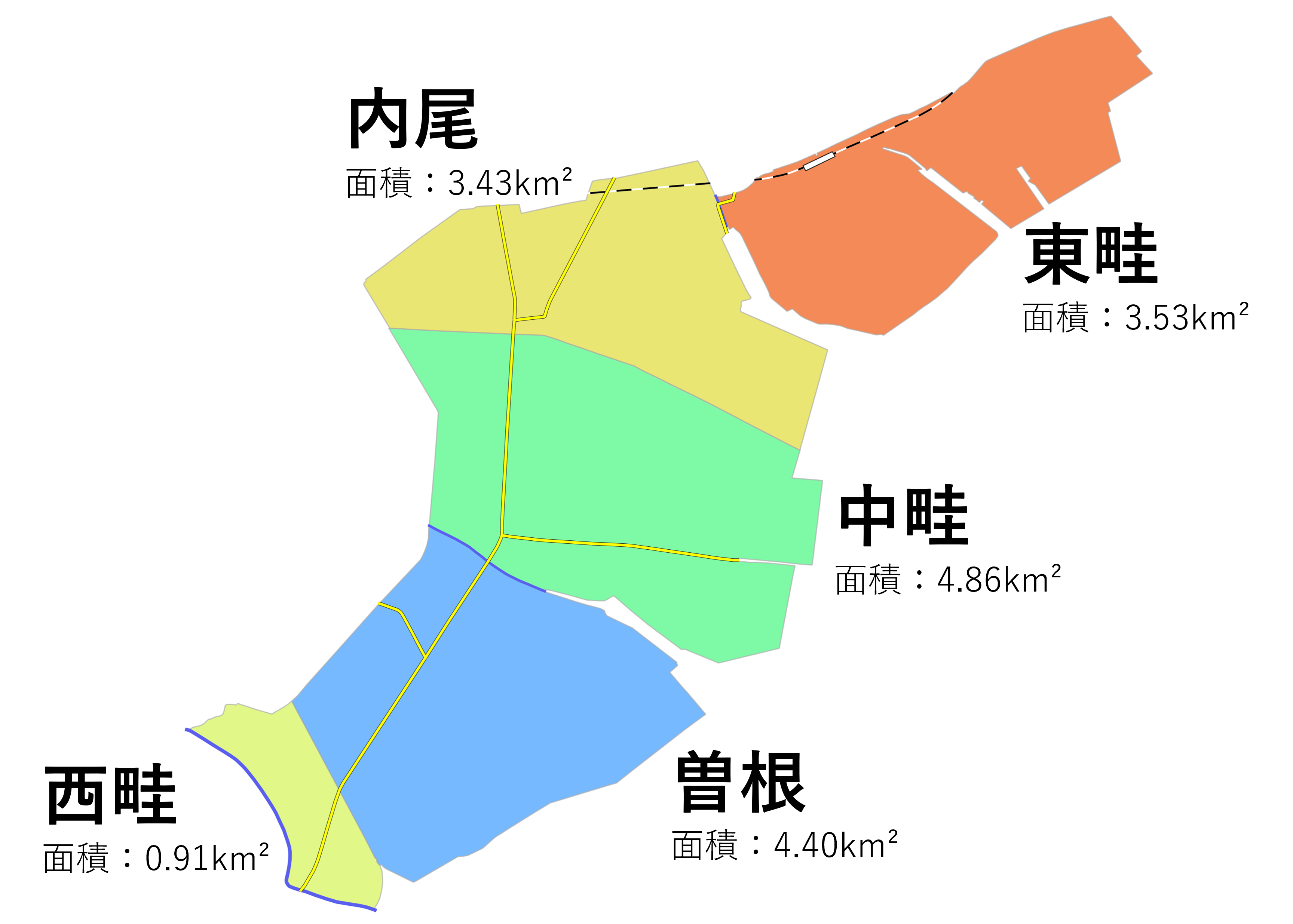
興除地域における大字の位置

このうち、北部の妹尾駅を中心として東畦に興除地域の半数以上の人口が集中している。
| 順位 | 大字名 | 人口  | 男性 | 女性 | 外国人 | 世帯数 | 面積（km2） | 人口密度 |
| ---- | ------ | ----- | ---- | ---- | ------ | ------ | ----------- | -------- |
| 1    | 東畦   | 7362  | 3379 | 3983 | 76     | 2818   | 3.53        | 2085.6   |
| 2    | 内尾   | 2782  | 1345 | 1437 | 13     | 977    | 3.43        | 811.1    |
| 3    | 曽根   | 1723  | 842  | 881  | 1      | 553    | 4.40        | 391.6    |
| 4    | 中畦   | 1639  | 753  | 886  | 0      | 550    | 4.86        | 337.2    |
| 5    | 西畦   | 325   | 163  | 162  | 2      | 114    | 0.91        | 357.1    |
| 計   | －     | 13831 | 6482 | 7349 | 92     | 5012   | 17.13       | 807.4    |

## 沿革
岡山市編入後の略年表
- 1993年（平成5年） - 興除地区シンボルマークを制定[5]。
- 2009年（平成21年）4月1日 - 岡山市が政令指定都市に移行し、興除の行政区は南区となる。
- 2020年（令和2年）11月2日 - 興除地域センター建て替えのため興除公民館敷地内に仮移転[6]。
- 2022年（令和4年）5月16日 - 興除地域センター新庁舎で業務開始[7]。

## 行政
1968年12月に完成した興除村役場は岡山市に合併後に興除支所となり、その後2009年4月1日に南区役所興除地域センターとして長らく使用されていた。しかし老朽化のため2022年5月に新庁舎に建て替えられた。

## 施設
- 岡山県環境保健センター
- 岡山南警察署東畦駐在所、中畦駐在所、曽根駐在所
- 興除郵便局

## 教育
- 岡山市立興除小学校
- 岡山市立曽根小学校
- 岡山市立東疇小学校
- 岡山市立興除中学校
- 岡山県立岡山南支援学校

## 交通

### 鉄道
- JR宇野線（瀬戸大橋線）
  - 妹尾駅（所在地は東畦、妹尾との近接部に所在）
  - 備中箕島駅（内尾の北端に隣接する箕島に所在）

### 道路
- 県道
  - 岡山県道21号岡山児島線
  - 岡山県道74号倉敷飽浦線
  - 岡山県道175号妹尾停車場線
  - 岡山県道267号藤田妹尾線

## 出身有名人
- 岡慎之助（体操競技選手、2024年パリオリンピック日本代表）